# Forckenbeck (Adelsgeschlecht)

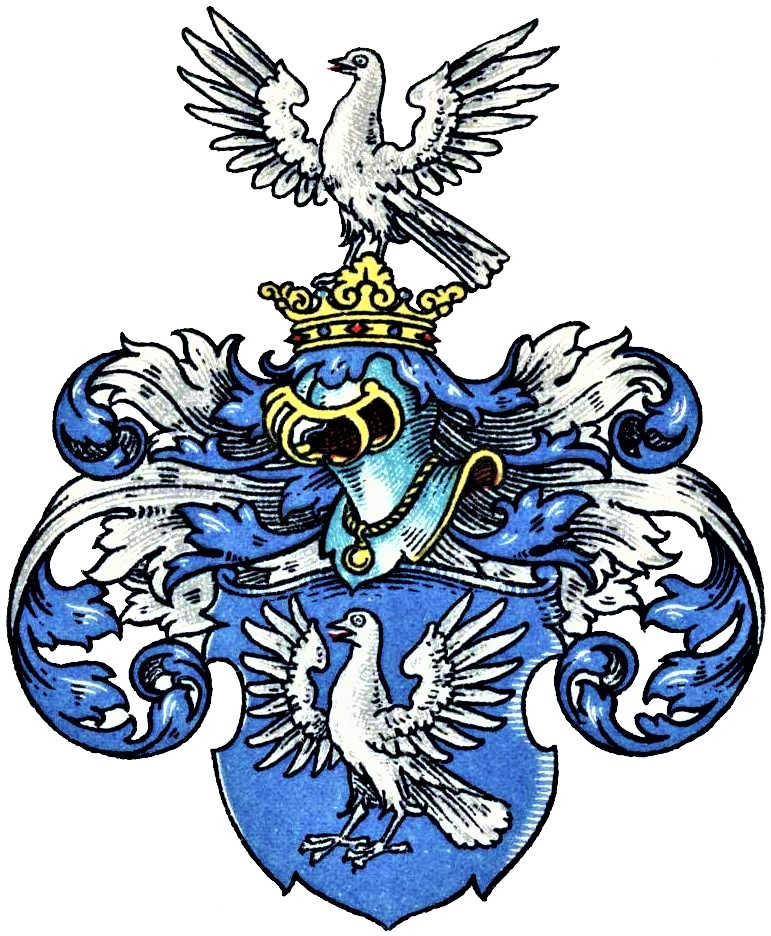
Wappen derer von Forckenbeck im Wappenbuch des Westfälischen Adels

Forckenbeck (auch: Forkenbeck o. ä.) ist der Name eines münsterländisch-preußischen Adelsgeschlechts.

## Geschichte
Das Geschlecht stammt aus dem Münsterland, wo bereits um 900 im Heberegister des Klosters Werden ein liber homo Forkonbeki genannt wird. Besitzer des Schulzenhofes Vorkenbeyke 1250, Vorkenbeck 1400. Die Stammreihe beginnt im 17. Jahrhundert mit Bartholdus Forckenbeck, Bürgermeister in Drensteinfurt.
Die Brüder Friedrich Christian Forckenbeck († 1820), preußischer Geheimer Hofrat und Maximilian Forckenbeck (1749–1820), preußischer Kriegs- und Domänenrat wurden am 20. Februar 1804 in Wien in den Reichsadelsstand erhoben. Ersterer erhielt am 29. Oktober, letzterer am 8. November 1804 die preußische Adelsanerkennung.

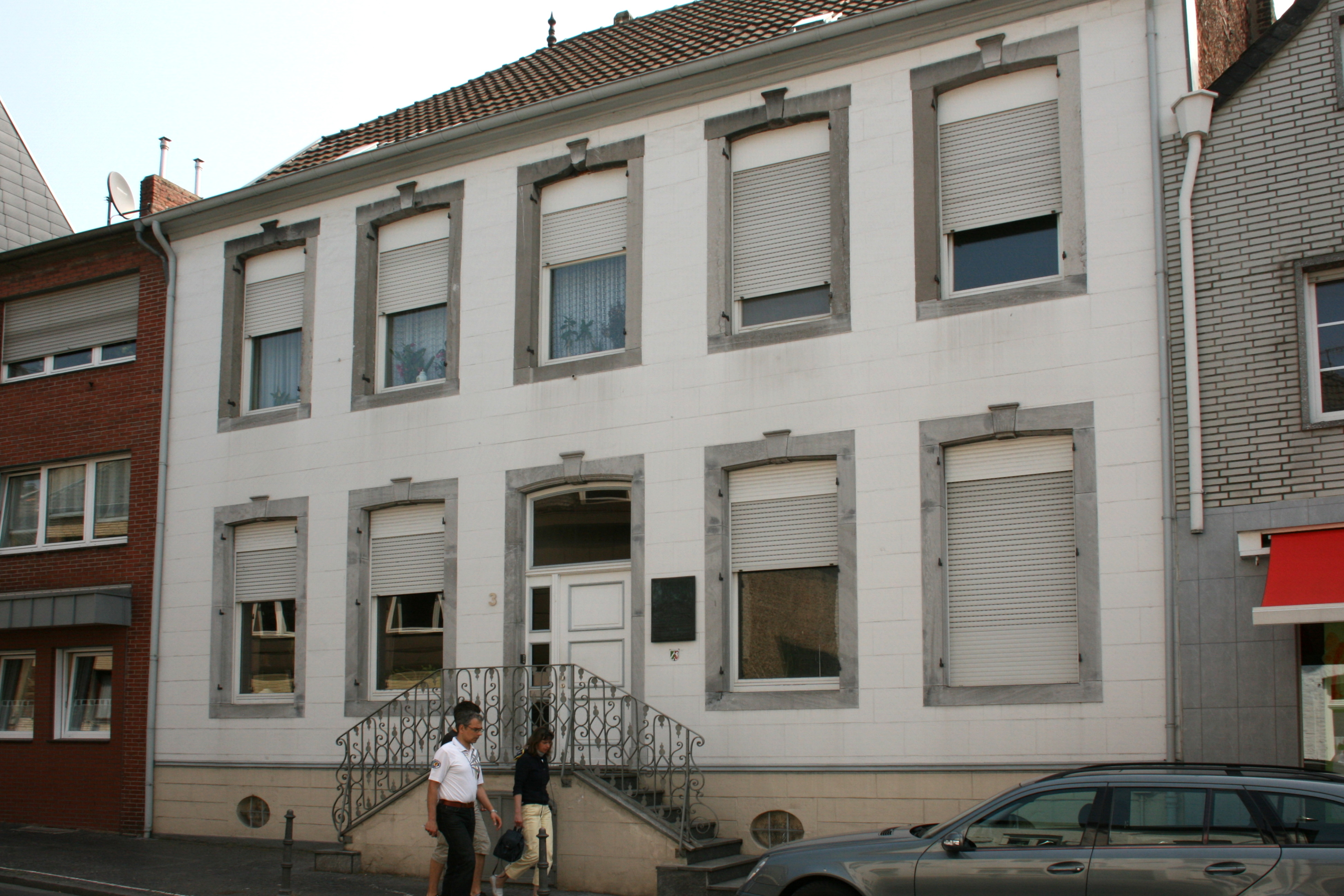
Haus Forckenbeck in Wassenberg

## Angehörige
- August von Forckenbeck (1792–1871), preußischer Generalkonsul und Geheimer Rat
- Franz von Forckenbeck (1796–1840), Vizepräsident des Berliner Oberlandesgerichts
- Max von Forckenbeck (1821–1892), deutscher Jurist, Berliner Oberbürgermeister
- Oscar von Forckenbeck (1822–1898), Begründer des Internationalen Zeitungsmuseums in Aachen

## Wappen
Das Wappen (1804) zeigt innerhalb eines goldenen Schildrandes in Blau einen flugbreiten silbernen Vogel (wahlweise als Gans oder Adler interpretiert). Auf dem gekröntem Helm mit blau-silbernen Decken der Vogel.